# Бренден Ааронсон
Бренден Ааронсон (англ. Brenden Aaronson, нар. 22 жовтня 2000, Медфорд, Нью-Джерсі) — американський футболіст, півзахисник англійського клубу «Лідс Юнайтед».
Виступав, зокрема, за клуби «Бетлегем Стіл», «Філадельфія Юніон» та «Ред Булл», а також національну збірну Сполучених Штатів.
Дворазовий чемпіон Австрії. Володар Кубка Австрії.

## Клубна кар'єра
Народився 22 жовтня 2000 року в місті Медфорд. Вихованець футбольної школи клубу «Філадельфія Юніон».
У дорослому футболі дебютував 2017 року виступами за команду «Бетлехем Стіл», у якій провів два сезони, взявши участь у 24 матчах чемпіонату. 
Своєю грою за цю команду привернув увагу представників тренерського штабу клубу «Філадельфія Юніон», до складу якого приєднався 2019 року. Відіграв за команду з Пенсильванії наступні два сезони своєї ігрової кар'єри. Більшість часу, проведеного у складі «Філадельфія Юніон», був основним гравцем команди.
У 2021 році уклав контракт з клубом «Ред Булл», у складі якого провів наступний рік своєї кар'єри гравця. Граючи у складі «Ред Булла» також здебільшого виходив на поле в основному складі команди.
До складу клубу «Лідс Юнайтед» приєднався 2022 року. Станом на 10 листопада 2022 року відіграв за команду з Лідса 13 матчів в національному чемпіонаті.

## Виступи за збірні
У 2015 році дебютував у складі юнацької збірної США (U-15), загалом на юнацькому рівні взяв участь у 2 іграх.
У 2019 році залучався до складу молодіжної збірної США. На молодіжному рівні зіграв у 3 офіційних матчах.
У 2020 році дебютував в офіційних матчах у складі національної збірної США.
У складі збірної був учасником чемпіонату світу 2022 року у Катарі.
| Дата       | Місто                | Господарі         | Результат | Гості      | Турнір                                   | Голи | Примітки |
| ---------- | -------------------- | ----------------- | --------- | ---------- | ---------------------------------------- | ---- | -------- |
| 1-2-2020   | Лос-Анджелес         | США               | 1 – 0     | Коста-Рика | товариський матч                         | -    | 66'      |
| 9-12-2020  | Маямі                | США               | 6 – 0     | Сальвадор  | товариський матч                         | 1    |          |
| 25-3-2021  | Вінер-Нойштадт       | США               | 4 – 1     | Ямайка     | товариський матч                         | 1    | 46'      |
| 28-3-2021  | Белфаст              | Північна Ірландія | 1 – 2     | США        | товариський матч                         | -    | 62'      |
| 30-5-2021  | Санкт-Галлен         | Швейцарія         | 2 – 1     | США        | товариський матч                         | -    |          |
| 3-6-2021   | Денвер               | США               | 1 – 0     | Гондурас   | Ліга націй КОНКАКАФ 2019-2020 - півфінал | -    | 78'      |
| 9-6-2021   | Санді (Юта)          | США               | 4 – 0     | Коста-Рика | товариський матч                         | 1    |          |
| 2-9-2021   | Сан-Сальвадор        | Сальвадор         | 0 – 0     | США        | Відбір до ЧС 2022                        | -    |          |
| 5-9-2021   | Нашвілл              | США               | 1 – 1     | Канада     | Відбір до ЧС 2022                        | 1    | 83'      |
| 8-9-2021   | Сан-Педро-Сула       | Гондурас          | 1 – 4     | США        | Відбір до ЧС 2022                        | 1    | 46'      |
| 7-10-2021  | Остін (Техас)        | США               | 2 – 0     | Ямайка     | Відбір до ЧС 2022                        | -    | 68'      |
| 10-10-2021 | Панама               | Панама            | 1 – 0     | США        | Відбір до ЧС 2022                        | -    | 46'      |
| 13-10-2021 | Колумбус             | США               | 2 – 1     | Коста-Рика | Відбір до ЧС 2022                        | -    | 86'      |
| 12-11-2021 | Цинциннаті           | США               | 2 – 0     | Мексика    | Відбір до ЧС 2022                        | -    | 69'      |
| 16-11-2021 | Кінгстон (Ямайка)    | Ямайка            | 1 – 1     | США        | Відбір до ЧС 2022                        | -    |          |
| 27-1-2022  | Колумбус             | США               | 1 – 0     | Сальвадор  | Відбір до ЧС 2022                        | -    | 65'      |
| 30-1-2022  | Гамільтон            | Канада            | 2 – 0     | США        | Відбір до ЧС 2022                        | -    | 69'      |
| 2-2-2022   | Сент-Пол (Міннесота) | США               | 3 – 0     | Гондурас   | Відбір до ЧС 2022                        | -    | 76'      |
| 2-6-2022   | Цинциннаті           | США               | 3 – 0     | Марокко    | товариський матч                         | 1    | 72'      |
| 5-6-2022   | Канзас-Сіті          | США               | 0 – 0     | Уругвай    | товариський матч                         | -    | 46'      |
| 11-6-2022  | Остін (Техас)        | США               | 5 – 0     | Гренада    | Ліга націй КОНКАКАФ 2022-2023 - 1-й етап | -    | 71'      |
| 14-6-2022  | Сан-Сальвадор        | Сальвадор         | 1 – 1     | США        | Ліга націй КОНКАКАФ 2022-2023 - 1-й етап | -    | 46'      |
| 23-9-2022  | Дюссельдорф          | Японія            | 2 – 0     | США        | товариський матч                         | -    |          |
| 27-9-2022  | Мурсія               | Саудівська Аравія | 0 – 0     | США        | товариський матч                         | -    | 76'      |
| 21-11-2022 | Ер-Раян              | США               | 1 – 1     | Уельс      | ЧС 2022 - груповий етап                  | -    | 66'      |
| 25-11-2022 | Ель-Хаур             | Англія            | 0 – 0     | США        | ЧС 2022 - груповий етап                  | -    | 77'      |
| 29-11-2022 | Доха                 | Іран              | 0 – 1     | США        | ЧС 2022 - груповий етап                  | -    | 46'      |
| 3-12-2022  | Ер-Раян              | Нідерланди        | 3 – 1     | США        | ЧС 2022 - 1/8 фіналу                     | -    | 67'      |
| Усього     |                      | Матчів            | 28        |            | Голів                                    | 6    |          |

## Титули і досягнення

### Командні
- Чемпіон Австрії (2):

«Ред Булл»: 2020-2021, 2021-2022
- Володар Кубка Австрії (1):

«Ред Булл»: 2020-2021
Збірні
- Переможець Ліги націй КОНКАКАФ: 2021, 2023

### Особисті
- Символічна збірна Чемпіонату MLS: 2020